# 千葉市立生浜中学校
千葉市立生浜中学校（ちばしりつ おいはまちゅうがっこう）は、千葉県千葉市中央区南生実町にある公立中学校。文部科学省学校コードは C112210000148、旧学校調査番号は123524で、教育開発出版所属中学校コードは120029。

## 概要
千葉市中央区南部に位置する。1947年（昭和22年）の学校教育法施行に伴って開校した学校である。2016年（平成28年）3月31日までの卒業生総数は15,032名。

## 沿革

### 概歴
1947年（昭和22年）の学校教育法施行に伴い、生浜町立生浜中学校として開校する。当時は生浜町立生浜小学校の北側4教室と講堂を使用していた。1948年（昭和24年）に、校舎が完成して生実町に移転する。1955年（昭和30年）には、市町合併によって千葉市立生浜中学校に改称した。1956年（昭和31年）に、前年度限りで閉校した千葉市立椎名中学校を統合している。1983年（昭和58年）には、南生実町の現所在地に新校舎が完成し、移転した。

### 年表
- 1947年（昭和22年）5月10日 - 生浜町立生浜中学校として開校[1][3]。
- 1948年（昭和23年）7月9日 - 生実町に中央校舎が完成する[1]。
- 1949年（昭和24年）5月1日 - 東校舎と西校舎が完成する[1]。
- 1955年（昭和30年）
  - 2月11日 - 千葉市立生浜中学校に改称[1][3]。
  - 4月14日 - 北校舎の2教室が完成[注 2][1]。
- 1956年（昭和31年）4月1日 - 千葉市立椎名中学校を統合[1]。
- 1962年（昭和37年）8月10日 - プールが完成[1]。
- 1963年（昭和38年）5月15日 - 新校舎が完成[1]。
- 1964年（昭和39年）1月28日 - 体育館が完成[1]。
- 1971年（昭和46年）3月17日 - 鉄筋校舎の9教室が完成[注 3][1]。
- 1983年（昭和58年）3月28日・29日 - 南生実町に新校舎が完成、移転[1][2]。
- 2004年（平成16年）4月1日 - 2学期制を導入[3]。
- 2011年（平成23年）10月20日 - 群馬県みなかみ町相俣の赤谷川付近で、林間学校に参加していた同校2年生の生徒が崖下に転落し、死亡する事故が発生した[注 4][12][13][14]。
- 2012年（平成24年）4月1日 - 週休2日制を採用し、土曜日登校を廃止[11]。
- 2023年（令和5年）10月31日 - 千葉県誕生150周年記念事業の一環として、「100年後の千葉未来会議」と題した出前授業が千葉県立千葉工業高等学校によって実施[15]。

## 施設
学校施設の詳細は以下の通りである。
| 土地 | 所在地     | 〒260-0814 千葉県千葉市中央区南生実町258番地 |
| 土地 | 敷地面積   | 29,566.11m2                                  |
| 土地 | 所有者     | 千葉市                                       |
| 土地 | 用途地域   | 指定なし                                     |
| 土地 | 指定建蔽率 | 0%                                           |
| 土地 | 指定容積率 | 0%                                           |
| 土地 | 取得価格   | 不明                                         |
| 建物 | 数         | 9棟                                          |
| 建物 | 構造       | 鉄筋コンクリート構造                         |
| 建物 | 延床面積   | 9,284.03m2                                   |

## 規模
2023年（令和5年）4月1日現在の学校規模は以下の通りである。
| 生徒数       | 608名  | 1年生  | 200名  |
| 生徒数       | 608名  | 2年生  | 200名  |
| 生徒数       | 608名  | 3年生  | 208名  |
| 学級数       | 21学級 | 21学級 | 21学級 |
| 通学区域人口 | 不明   | 不明   | 不明   |
| 通学区域面積 | 不明   | 不明   | 不明   |

## 諸活動

### 部活動
以下の部活動が存在する。
- 陸上部
- 野球部
- サッカー部
- 男子ソフトテニス部
- 女子ソフトテニス部
- 男子バスケットボール部
- 女子バスケットボール部
- バレーボール部
- バドミントン部
- 卓球部
- 柔道部
- 吹奏楽部
- 美術部
- ESS部

## 通学区域
以下の町丁字とその範囲を通学区域として指定している。
| 区     | 町丁字及び範囲                                                                   |
| ------ | -------------------------------------------------------------------------------- |
| 中央区 | 生実町（1085番地から1087番地を除く）・塩田町・新浜町・浜野町・南生実町・村田町   |
| 緑区   | 大金沢町・落井町・刈田子町・小金沢町・椎名崎町・富岡町・中西町・古市場町・茂呂町 |

## 通学区域内施設
- 浜野駅
- 蘇我インターチェンジ

## 小学校区
- 千葉市立生浜小学校[19]
- 千葉市立生浜東小学校[19]
- 千葉市立生浜西小学校[19]
- 千葉市立椎名小学校[19]

## 隣接中学校区
- 千葉市立蘇我中学校
- 千葉市立川戸中学校
- 千葉市立有吉中学校
- 千葉市立おゆみ野南中学校
- 市原市立八幡中学校
- 市原市立菊間中学校

## アクセス
- 浜野駅から徒歩21分

## 出身有名人
- 高橋由伸[20][21]
- 増嶋竜也[20][22]
- 飯豊まりえ